# ميغيل كارول
ميغيل كارول (بالإسبانية: Miguel Carol)‏ هو سباح إسباني، ولد في 1962.

## روابط خارجية
- ميغيل كارول على موقع اللجنة البارالمبية الإسبانية (الإسبانية)